# 图牧吉泡子
图牧吉泡子，是位于中国内蒙古自治区兴安盟扎赉特旗图牧吉苏木东部的一个湖泊。其具体位置约为东经123°05，北纬46°16′。湖面海拔138米，面积约13平方公里，其最大时面积可至21平方公里，湖深1米，沉积物主要为芒硝和碱。龙套河流经该湖，自其东北而入，南面流出。图牧吉系蒙古语，意为骆驼峰。